# 前266年
| 千纪： | 前1千纪 |
| 世纪： | 前4世纪 \| 前3世纪 \| 前2世纪 |
| 年代： | 前290年代 \| 前280年代 \| 前270年代 \| 前260年代 \| 前250年代 \| 前240年代 \| 前230年代                                                             |
| 年份： | 前271年 \| 前270年 \| 前269年 \| 前268年 \| 前267年 \| 前266年 \| 前265年 \| 前264年 \| 前263年 \| 前262年 \| 前261年                               |
| 纪年： | 周赧王四十九年 魯頃公十四年 齊襄王十八年 趙惠文王三十三年 魏安僖王十一年 韓桓惠王七年 秦昭襄王四十一年 楚頃襄王三十三年 衛懷君二十七年 燕武成王六年 |

## 大事记
1. 秦拔魏邢丘。
2. 范雎日益親，用事，請秦昭襄王，廢太后，逐穰侯、高陵君、華陽君、涇陽君於關外。王以為然，以范雎為丞相，封為應侯。
3. 魏安釐王使須賈聘於秦，應侯敝衣間步而往見之。須賈驚曰：「范叔固無恙乎！」留坐飲食，取一綈袍贈之。遂為須賈御而至相府，曰：「我為君先入通於相君。」須賈怪其久不出，問於門下，門下曰：「無范叔。鄉者吾相張君也。」須賈知見欺，乃膝行入謝罪。應侯坐，責讓之，且曰：「爾所以得不死者，以綈袍戀戀尚有故人之意耳！」乃大供具，請諸侯賓客；坐須賈於堂下，置莝、豆其前而馬食之，使歸告魏王曰：「速斬魏齊頭來！不然，且屠大梁！」須賈還，以告魏齊。魏齊奔趙，匿於平原君家。
4. 趙惠文王薨，子趙孝成王丹立；以平原君為相。

## 逝世
- 米特里達梯一世，本都王國的建立者。

赵惠文王 赵武灵王之子